# デデキント環
デデキント環（デデキントかん、Dedekind ring）、あるいはデデキント整域（デデキントせいいき、Dedekind domain）とは、任意の0でない真のイデアルが、有限個の素イデアルの積にかけるような整域のことである。そのような分解は一意であることが知られており、イデアル論の基礎定理と呼ばれる。

## 定義
体でない整域 R について、以下の条件は同値である。
- Rの任意の0でない真のイデアルは、有限個の素イデアルの積にかける。
- R はネーター環で、クルル次元が1で、正規である。
- R の任意の0でない分数イデアルは可逆である。
- R はネーター環で、任意の極大イデアルにおける局所化は離散付値環（DVR）である。

デデキント環とは、上記条件の1つ、従ってすべてを満たすような整域のことである。体については、デデキント環に含める場合と含めない場合がある。

## 例
- 単項イデアル整域はデデキント環である。
- K を有理数体 Q の有限次拡大体とすると、K の整数環 OK （K における Z の整閉包）はデデキント環である。

## 加群の構造
デデキント環 R 上の有限生成加群 M の構造は次の様になる。有限生成加群 M に対して、ある零でない整イデアルの列 I1 ⊆ … ⊆ In と階数有限の自由加群 F、可逆イデアル I が存在して同型
{\displaystyle M\cong R/I_{1}\oplus \dotsb \oplus R/I_{n}\oplus F\oplus I}
が成り立つ。また、このイデアル I, I1, …, In と自由加群 F は有限生成加群 M により同型を除いて一意に定まる。